# Yolanda Griffith
Yolanda Yvette Griffith (nacida el 1 de marzo de 1970 en Chicago, Illinois) es una jugadora de baloncesto estadounidense. Consiguió 2 medallas de oro olímpicas con Estados Unidos.